# Grania alliata
Grania alliata är en ringmaskart som beskrevs av Kathryn Coates och Donald F. Stacey 1993. Grania alliata ingår i släktet Grania och familjen småringmaskar. Inga underarter finns listade i Catalogue of Life.